# 季文子
季文子（前651年？—前568年），姬姓，季孫氏，名行父，是魯莊公之弟季友之孫，齐仲无佚之子，春秋時代魯國（今山東省曲阜）人。

## 生平
魯文公六年（前621年）夏，被魯文公任命为使節，往聘於陳國，去見陳共公，同時也在那里娶妻，到了秋天又奉派出使晉國，去見晉襄公。宣公八年（前601年），鲁国正卿襄仲去世，襄仲之子公孙归父继任為正卿。八年後，公孙归父實行「初稅畝」，正式廢除井田制，承認土地私有權，而一律按照田畝多少徵稅。魯成公元年（前590年）實行「作丘（地區單位）甲」。翌年，行父率軍幫晉、衛、曹等國，去攻打齊的鞍（今山東濟南市）。成公七年（前584年），吳伐郯，郯去魯不遠，卻被納入吳國的領土之事，發出「中國不振旅，蠻夷（指吳國）來伐」的警告。不久叔孫侨如造謠於晉國，晉人聽信謠言，就相機捉去季孫行父，囚禁起來，直到晉國的卿大夫為季孫行父說話，才放行父回到魯國。成公十八年（前573年）魯成公薨亡，由四歲的公子午即位，是為魯襄公，大政由季孫行父處理，也保持魯國的相對穩定。魯襄公五年（前568年），季孫行父逝世，下命以薄葬來進行儀式，諡號為「文」，執政有二十四年。

## 家庭
- 妻：陈国女子[3]
- 子：季孫宿（季武子）